# Culeolus easteri
Culeolus easteri is een zakpijpensoort uit de familie van de Pyuridae. De wetenschappelijke naam van de soort is voor het eerst geldig gepubliceerd in 1967 door Takasi Tokioka. De beschrijving van de soort gebeurde aan de hand van één exemplaar van 15 mm (USNM 11769) dat op 10 september 1899 verzameld was op een diepte van 2463 vadem (4500 meter) in de Grote Oceaan op 0°50'N, 137°54'W, ten noorden van de Marquesaseilanden, tijdens een expeditie door het schip USS Albatross. De naam easteri verwijst naar Easter Island.